# Argumentum a fortiori
Argumentum a fortiori je lat. izreka koja se rabi u glavnom u pravosuđu, teologiji i matematici a ima sljedeća značenja:
- „polazeći od od jačeg“
- „tek sada“
- „te više“ ili „te manje“

Rabi se za izražavanje dokaza za tvrdnju već dokazanog jačeg zahtjeva.